# C20H21FN2O
化学式C20H21FN2O（摩尔质量：324.4 g/mol）可能指：
- 西酞普兰，混合CAS号：59729-33-8 
  - 艾司西酞普兰，CAS号：128196-01-0

|  | 这个同类索引页列出了具有相同分子式的化学物（即同分異構體）条目。 除非您是有意链接至本页，否则应将相应条目的内部链接指向正确的条目。 |